# Brunei ved sommer-OL 2020
Brunei deltog under Sommer-OL 2020 i Tokyo som blev afviklet i perioden 23. juli til 8. august 2021.

## Medaljer
| 2020 Tokyo | Guld | Sølv | Bronze | Total |
| Brunei     | 0    | 0    | 0      | 0     |

### Medaljevinderne
| Brunei under sommer-OL 2020 i Tokyo | Brunei under sommer-OL 2020 i Tokyo | Brunei under sommer-OL 2020 i Tokyo | Brunei under sommer-OL 2020 i Tokyo | Brunei under sommer-OL 2020 i Tokyo |
| Medalje                             | Navn                                | Sport                               | Event                               | Dato                                |
| ----------------------------------- | ----------------------------------- | ----------------------------------- | ----------------------------------- | ----------------------------------- |
| -                                   | -                                   | -                                   | -                                   | -                                   |